# Giro del Lazio 1983
Il Giro del Lazio 1983, quarantanovesima edizione della corsa, si svolse il 17 settembre 1983 su un percorso di 229 km. La vittoria fu appannaggio dell'italiano Silvano Contini, che completò il percorso in 5h56'00", precedendo il connazionale Francesco Moser ed il belga Ludo Peeters.
Sul traguardo di Roma 10+ ciclisti, su 115 partenti da Viterbo, portarono a termine la competizione.

## Ordine d'arrivo (Top 10)
| Pos. | Corridore           | Squadra                  | Tempo    |
| ---- | ------------------- | ------------------------ | -------- |
| 1    | Silvano Contini     | Bianchi-Piaggio          | 5h56'00" |
| 2    | Francesco Moser     | Gis Gelati-Campagnolo    |          |
| 3    | Ludo Peeters        | TI-Raleigh-Campagnolo    |          |
| 4    | Dag Erik Pedersen   | Bianchi-Piaggio          |          |
| 5    | Davide Cassani      | Termolan-Galli-CIÖCC     |          |
| 6    | Bruno Leali         | Inoxpran-Lumenflon       |          |
| 7    | Theo de Rooij       | TI-Raleigh-Campagnolo    |          |
| 8    | Alfio Vandi         | Metauro Mobili-Pinarello |          |
| 9    | Marcel Russenberger | Cilo-Aufina              |          |
| 10   | Erich Mächler       | Cilo-Aufina              |          |